# Андрианково (Одинцовский район)
Андрианково — деревня в Одинцовском районе Московской области, в составе сельского поселения Ершовское. Население 18 человек на 2006 год, в деревне числятся 4 садовых товарищества. До 2006 года Андрианково входило в состав Каринского сельского округа.
Деревня расположена на северо-западе района, в 12 километрах на запад от Звенигорода, на стрелке реки Молодельни и её левого притока, высота центра над уровнем моря 194 м.
Впервые в исторических документах деревня встречается в писцовой книге 1558 года, как деревня Ондреяново, входившая в состав земель Андреевской волости и принадлежавшую Троице-Сергиеву монастырю. После секуляризационной реформы 1764 года деревня числилась в Покровской волости, на 1800 год в ней было 17 дворов, 74 мужчины и 72 женщины. На 1852 год в казённая деревне Андриянково числилось 32 двора, 136 душ мужского пола и 152 — женского, в 1890 году — 351 человек. По Всесоюзной переписи 17 декабря 1926 года числилось 63 хозяйства и 290 жителей, по переписи 1989 года — 20 хозяйств и 22 жителя.